# János Móré
János Móré (ur. w 1910 w Debreczynie, zm. 27 grudnia 1992 tamże) – węgierski piłkarz występujący na pozycji pomocnika. Uczestnik mistrzostw świata 1934.

## Kariera
János Móré był wychowankiem drużyny Bocskai FC. Grał także w klubie Ferencvárosi, z którym zwyciężył w lidze węgierskiej, a także zdobył Puchar Węgier. Miał na koncie 3 występy w reprezentacji Węgier. W 1934 był w kadrze na Mistrzostwa Świata.
Po zakończeniu kariery piłkarskiej János Móré trzykrotnie podejmował się pracy trenerskiej w Debreczynie.
Zmarł w wieku 81 lat.